# Фиалков, Юрий Яковлевич
Юрий Яковлевич Фиалков (1931—2002) — советский и украинский учёный-химик, доктор химических наук, профессор Киевского политехнического института, специалист в области физической химии растворов, активный популяризатор научных знаний. Лауреат Государственной премии СССР, заслуженный деятель науки и техники Украины. Также известен как писатель-фантаст (псевдоним — Юрий Цветков).
Сын профессора химии, члена-корреспондента АН УССР Якова Анатольевича Фиалкова (1895—1958).

## Биография
Окончил Киевский университет (1954). Затем работал в Киевском политехническом институте, в 1975-98 годах заведовал кафедрой физической химии химико-технологического факультета КПИ.
Умер 20 августа 2002 года. Похоронен в Киеве на Байковом кладбище.

## Научная деятельность
Основал научную школу физической химии растворов, подготовил 51 кандидата и 3 докторов наук. Является автором более 350 научных трудов и изобретений, среди которых 10 монографий. Выпустил около десятка научно-популярных книг для детей и юношества.

## Публикации

### Научно-художественные произведения
1. Фіалков Ю. Я. «Оповідання з хімії», 1960.
2. Фиалков Ю. Я. «Девятый знак», 1963.
3. Jurijs Fialkovs. «Devītā decimālzīme», 1964.
4. J. Fialkovas. «Devintasis ženklas», 1965.
5. Juri Fialkov. «Üheksas kümnendkoht», 1965.
6. Y. Fialkov. «La Neuvième Décimale», 1966.
7. Y. Fialkov. «La Novena Cifra Decimal», 1966.
8. Фиалков Ю. Я. «Ядро — выстрел!», 1966.
9. Ю. Я. Фиалков. «А ноуа чифрэ» (I. Fialkov «A noua cifră»), 1967.
10. Y. Fialkov. «En el Mundo de la Química — La Novena Cifra Decimal», 1967.
11. Ю. Я. Фіалков. «Михайло Васильович Ломоносов», 1968.
12. Ю. Я. Фиалков «В клетке №…», 1969.
13. Jurij Fiałkow «Strzał atomowy», 1970.
14. J. Fialkovs «Šauj atoms», 1971.
15. Ю. Я. Фиалков «Сделал всё, что мог…». Из жизни М. В. Ломоносова, 1972.
16. Ю. Я. Фиалков «Страницы жизни Михайла Ломоносова», 197?.
17. Jurij Fialkov «Beszédes kérdőjelek a kémiában», 1975.
18. Ю. Я. Фиалков «Не только в воде», 1976/1989.
19. Ю. Я. Фиалков. «Как там у вас, на Бета-Лире?..», 1977.
20. Ю. Я. Фиалков. «Необычные свойства обычных растворов», 1978.
21. Ju. Ja. Fialkov. «Nicht nur im Wasser», 1979.
22. フィアルコフ 著. / 化学のコロンブス (Фиалков / «Колумб химии»), 1982.
23. Ю. Я. Фиалков. «Свет невидимого», 1984.
24. Yu. Ya. Fialkov. «The Extraordinary Properties of Ordinary Solutions», 1985.
25. Yu. Fialkov. «Propiedades extraordinarias de las soluciones corrientes», 1985.
26. Yu. Fiálkov. «La luz de lo invisible», 1987.
27. Юрий Фиалков. «Направих всичко, което можах...». Из живота на М. В. Ломоносов, 1987.
28. Ю. Я. Фиалков. «Необычные свойства обычных растворов» (на арабском языке), 1988.
29. Ю. Я. Фиалков. «Необычные свойства обычных растворов» (на вьетнамском языке), 1990.

### Научные произведения
1. Ю. Я. Фиалков. «Двойные жидкие системы», 1969.
2. Ю. Я. Фиалков, А. Н. Житомирский, Ю. А. Тарасенко. «Физическая химия неводных растворов», 1973.
3. Ю. Я. Фиалков. «Применение изотопов в химии и химической промышленности», 1975.
4. В. Я. Аносов, М. И. Озерова, Ю. Я. Фиалков. «Основы физико-химического анализа», 1976.
5. J. J. Fiałkow, A. N. Żytomirski, J. A. Tarasenko. «Chemia fizyczna roztworów niewodnych», 1983.
6. Ю. Я. Фиалков, В. Ф. Грищенко. «Электровыделение металлов из неводных растворов», 1985.
7. С. В. Брановицкая, Р. Б. Медведев, Ю. Я. Фиалков. «Вычислительная математика в химии», 1986.
8. Ю. Я. Фиалков. «Растворитель как средство управления химическим процессом» (брошюра), 1988.
9. Ю. Я. Фиалков. «Растворитель как средство управления химическим процессом» (монография), 1990.
10. Ю. Я. Фиалков. «Физико-химический анализ жидких систем и растворов», 1992.
11. Ю. Я. Фіалков, В. Р. Ільченко, О. Г. Білокінь, О. І. Вовк. «Підручник Хімія-7», 1999.
12. Y. Y. Fialkov, V. L. Chumak. «Handbook of Solvents» (Editor George Wypych), 2001.
13. С. В. Брановицька, Р. Б. Медведєв, Ю. Я. Фіалков. «Обчислювальна математика в хімії», 2004.

### Художественные произведения
1. Юрій Цвєтков. «Шукайте Йоахіма Кунца…», 1963.
2. Г. E. Аронов, М. Я. Гольдштейн, Ю. Я. Фіалков, Ю. В. Шанін. «На байдарці — за снагою», 1980.
3. Феликс Квадригин. «На байдарке», 1985.
4. Ю. Я. Фиалков. «Тревожные дни Иезекоса Риго, менялы из Галле» (фантастический рассказ), 198?.
5. Ю. Я. Фиалков. «Доля правды», 1998/2004.
6. Юрий Цветков. «Ищите Йоахима Кунца!», 2012.

## Награды
- Заслуженный деятель науки и техники Украины.
- Государственная премия СССР.